# 538 Фрідеріка
538 Фрідеріка (538 Friederike) — астероїд головного поясу, відкритий 18 липня 1904 року Паулєм Ґьотцом у Гейдельберзі.
Тіссеранів параметр щодо Юпітера — 3,173.